# Laguna Taborga
La laguna Taborga es una laguna boliviana de agua dulce ubicada al noroeste del departamento de Santa Cruz, a una altitud de 200 metros sobre el nivel del mar. Tiene una superficie de 25,5 km², con unas dimensiones de 10 km de largo por 5 km de ancho. Se encuentra en una zona de grandes lagunas como Huachi.